# Factor de forma petit

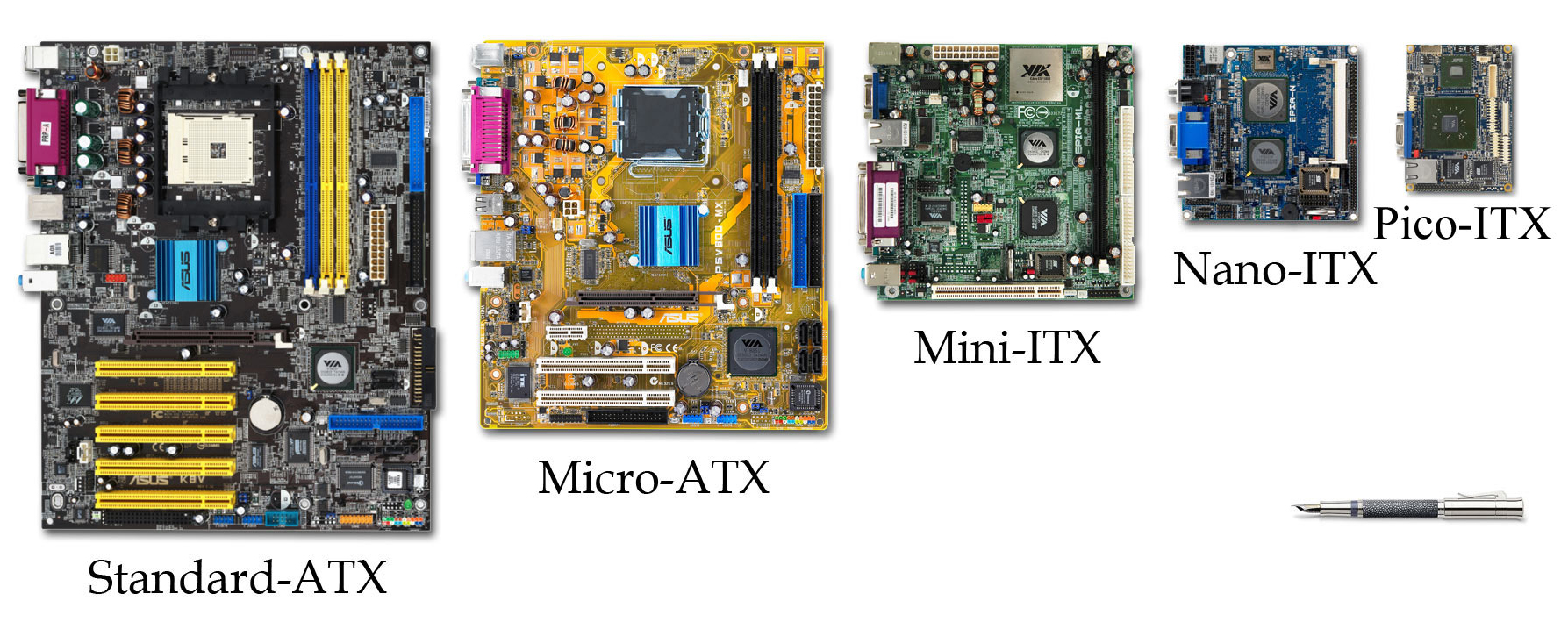
Comparació de factors de forma de plaques mare.

Els sistemes informàtics Small Form Factor (SFF) o MiniPC, són més petits que les minitorres tradicionals. Els SFFs inclouen PCs cub, PCs de la mida d'un llibre i Home Theater PCs (HTPC) en miniatura. SFF es referia originalment a sistemes més petits que el MicroATX. L'acrònim SFF s'utilitza per contrast amb termes per a sistemes més grans, com ara «minitorres» i «sobretaules».
L'acrònim SFF originalment significava «Shuttle Form Factor», que descriu els ordinadors personals de la mida d'una caixa de sabates amb dos ranures d'expansió, fabricats per Shuttle Inc.. El significat de SFF ha evolucionat per a incloure altres dissenys de PCs similars, de marques com AOpen i First International Computer, amb la paraula Small («Petit») reemplaçant la paraula Shuttle.
L'expressió «factor de forma petit» no es refereix a factors de forma estàndard, com ho fa la frase «factor de forma d'ordinador». Factors de forma informàtics s'estableixen normes per les dimensions físiques de components del sistema informàtic (per exemple, components d'IBM PC compatibles) per assegurar-se que són intercanviables, independentment del proveïdor o de la generació de la tecnologia. A causa del fet que SFFs com ara miniordinadors i Home Theater PCs utilitzen plaques mare de propietat i altres components sense les mides estàndard de la indústria, «factor de forma», tècnicament és un nom inadequat.
Dissenyats per reduir al mínim el volum espacial, SFFs generalment es mesuren en litres. La frase «factor de forma petit» no inclou tradicionalment petits sistemes de computació, com sistemes incrustats o mòbils. No obstant això, «factor de forma petit» no té una definició normativa i, en conseqüència, és objecte d'apropiació indeguda com una paraula de moda, a causa de la seva creixent popularitat. Els fabricants sovint proporcionen definicions que s'autoserveixen.